# Campomanesia guazumifolia
Sete capotes, sete cascas o aguaricará (Campomanesia guazumifolia) es un árbol frutal de la familia de las myrtáceas valorado tanto por su sabroso fruto, sus características ornamentales y su rusticidad.

## Nombre indígena
Aguaricará proviene del idioma guaraní y significa "fruto del tronco de un árbol cubierto con varias capas de corteza y excavado", una característica llamativa en los nombres populares comunes como sete capotes o siete capas.

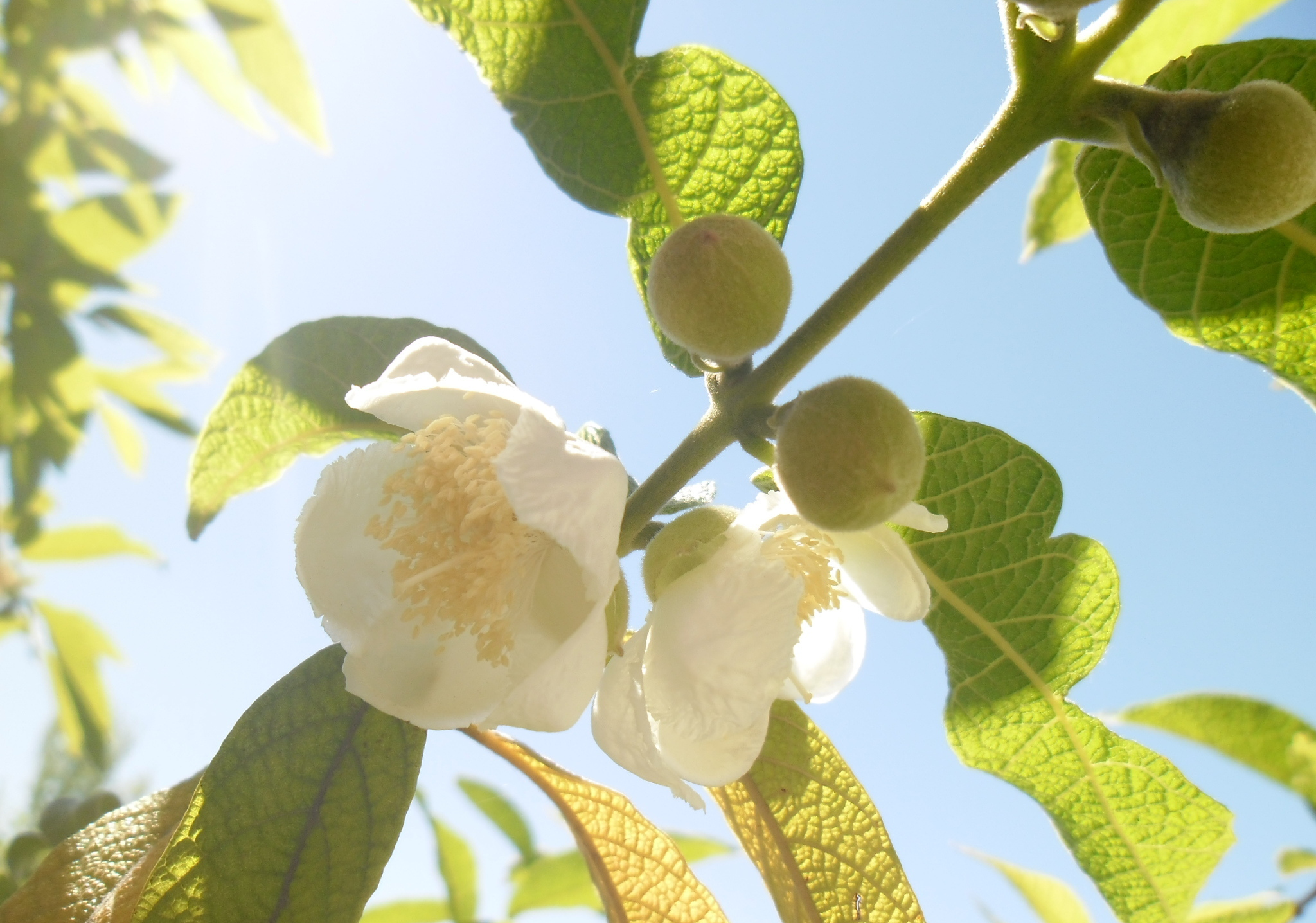
Flores y pimpollos de sete capotes abriéndose durante la primavera, mediados de noviembre de 2013, Argentina

## Origen
Se da en diversos tipos de bosques en Mato Grosso do Sul, Minas Gerais a Río Grande do Sul, Brasil; Paraguay y en Argentina en las provincias de Corrientes y Misiones.

## Características
Árbol de 4-10 metros de copa redondeada cuando está a pleno sol y piramidal cuando en el interior del bosque. El tronco es retorcido con pequeños hoyos y mide 20 a 30 cm de diámetro, con cáscara gruesa, formada por varias capas. Las hojas son simples, opuestas y mate verde,  más largas que anchas, oblongas con textura áspera y coriácea (dura como el cuero) de 6,5 a 12 cm de largo y 3-5 cm de ancho, con base redondeada y el ápice es ovalado. Las costillas son distintas, pubescentes (cubiertas de pelo corto) y que sobresale en la parte superior. Las flores son hermafroditas, axilares (nacidas en la unión de la hoja de la rama). El botón del pimpollo es de 1 cm de diámetro y una flor después de la apertura mide 3-4 cm de diámetro. El cáliz (capa exterior) es irregular y mide 9 mm de largo y la corola (sobre interior) contiene 5 a 7 pétalos blancos de 1,6 a 1,8 cm de largo, con márgenes crenados (dientes redondeados). Frutos de 2 a 3 cm de diámetro, verdes amarillentos cuando maduran, de sabor ácido y dulce que recuerda a una mezcla entre pera, yvapuru y naranja.

## Consejos para el cultivo

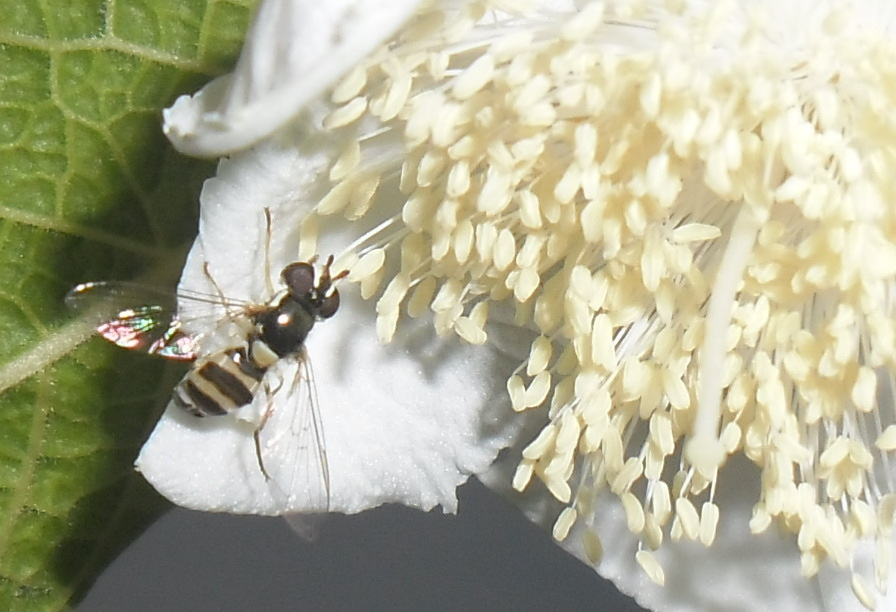
Sílfido polinizando flor de sete capotes

Árbol rústico de crecimiento rápido y comprobada resistencia a heladas de -3 grados bajo cero (temperatura en la que no pierde siquiera hojas y no se ve dañado), se supone que debería resistir -6 °C. El suelo puede ser profundo, prefiere suelos arenosos o limosos (tierra roja), con pH neutro y ricos en materia orgánica. El árbol comienza su fructificación tres años después de la plantación. También es muy resistente a la sequía.

## Cultivo desde semillas
Las semillas pueden retener el poder de germinación durante más de un año después de haber sido limpiadas y secadas. Germinan en 40 a 60 días cuando se plantan en sustrato rico en materia orgánica. Las plántulas alcanzan 30 cm con 6 meses de cultivo .

## Plantación
Se pueden plantar a pleno sol y en los bosques con árboles grandes y espaciados. Se recomiendan agujeros abiertos en el espaciamiento de 5 x 5 m, con unas dimensiones de 40 cm de anchura, altura y profundidad, mezcla la superficie de la tierra con 500 g de cal, 1 kg de ceniza y 8 kg de materia orgánica bien bronceada, dejando tintura de 2 meses. La mejor época de plantación es de septiembre a octubre. Una vez plantado, regar cada dos semanas durante los primeros 3 meses, y luego sólo si se carece de la lluvia durante más de 1 mes.

## Cultivo y mantenimiento
Hacer simplemente poda de formación y eliminar las ramas que nacen en la base del tronco o están obstaculizando la formación de la corona. Fertilizar con un compuesto orgánico, puede ser curtido y 6 kg de materia orgánica + 30 g de NPK 10-10-10 duplicar esa cantidad cada año hasta el cuarto año .

## Usos

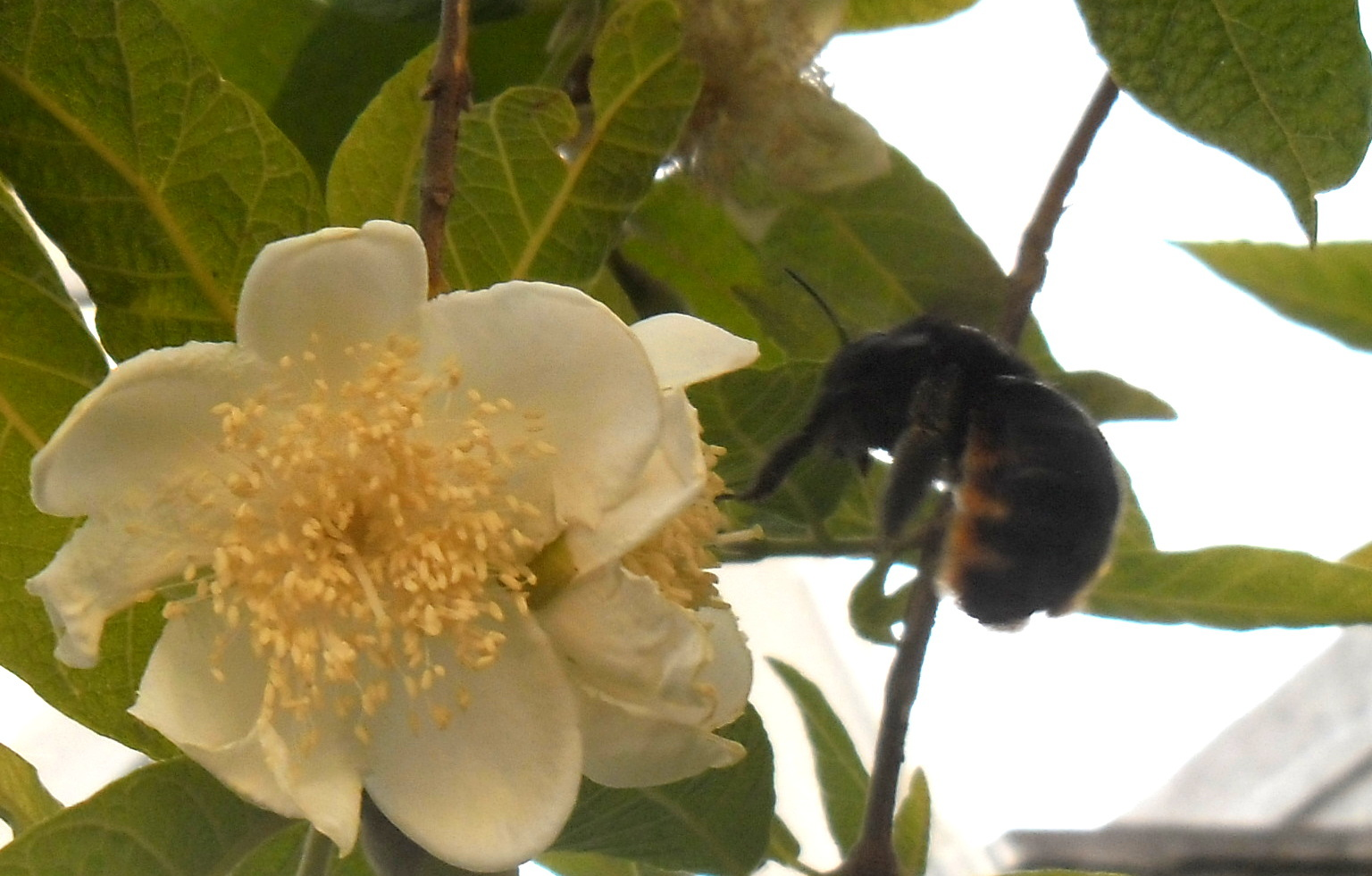
Abejorro polinizando flor de sete capotes

Brinda frutas de febrero a abril o incluso más entrado el otoño. Los frutos son consumidos in natura, o para la fabricación de mermeladas, helados o sorbetes. Los árboles no deben faltar en la reforestación de preservación permanente, debido a su resistencia y rápido crecimiento. Las flores son muy decorativas y su perfume posee una fragancia extremadamente agradable, similar a las rosas.